# Бажгали
Бажгали́ (рос. Бажгалы) — присілок у складі Слободського району Кіровської області, Росія. Входить до складу Ільїнського сільського поселення.
Населення становить 10 осіб (2010).